# DRG Baureihe 01
De Baureihe 01 was een serie stoomlocomotieven voor de zware sneltreindienst die vanaf 1926 gebouwd zijn voor de Deutsche Reichsbahn Gesellschaft (DRG). De serie is de eerste sneltreinlocomotief gebouwd volgens een meerjarenplan voor de bouw van verschillende gestandaardiseerde types stoomlocomotieven, de zogenaamde Einheitsdampflokomotiven.

## Geschiedenis en inzet
Ter vervanging van de sneltreinlocomotieven van de verschillende Länderbahnen werden twee types van tien stuks sneltreinlocomotieven ontwikkeld, de serie 01 met twee cilinders en de serie 02 met vier cilinders in compoundwerking. Na testritten en een evaluatie werd de serie 02 geschrapt en teruggebouwd tot een normale 01 met enkelvoudige expansie. De serie 01 werd gebouwd door AEG en Borsig en later ook door Henschel, Hohenzollern, Krupp en Schwartzkopff. Er werden tussen 1926 en 1938 in totaal 231 locomotieven voor het personenvervoer van de Deutsche Reichsbahn Gesellschaft gebouwd.
De serie vormde jarenlang het hart van het vervoer van zware personen- en sneltreinen op de hoofdtrajecten en de locs waren overal te zien in Duitsland. Ze waren gekoppeld aan de tenders van het type T 30, T 32 en T 34 en bereikten een snelheid van max. 130 km/uur.
Een nadeel was de hoge asdruk van 20 ton. De locs konden daarom niet ingezet worden op trajecten met een lichte bovenbouw. De DRG besloot daarom een lichtere versie te ontwerpen met een asdruk van 18 ton, de serie 03. Ook stond de serie model voor het ontwerp van een iets snellere versie met 3 cilinders wat zou resulteren in de serie 01.10.

### Ombouw voor de Deutsche Bundesbahn
Na de Tweede Wereldoorlog kwam een groot aantal locs terecht bij de Deutsche Bundesbahn en daar kon men de locs nog niet missen. Na een kleine verbouwing (andere voorverwarmer en voedingspomp) volgde in 1957 een grote ingrijpender verbouwing. Bij een aantal locs waren de ketels in een slechte staat en men besloot die locs te voorzien van een hoogrendementsketel die vrijwel gelijk was als die van de serie 01.10. Ook werden de glijlagers vervangen door kogellagers. Het uiterlijk veranderde drastisch door de nieuwe hoge, met slechts één stoomdom uitgeruste ketel en de kleine Witte windleiplaten. Toch hebben beide versies de eindstreep voor de inzet bij de DB van deze serie gehaald. Het laatste traject waar ze dienstdeden was op de Schiefe Ebene een zeer steil traject van 23 promille tussen Bamberg en Hof in het Fichtelgebergte, zie ook: Neuenmarkt, waar zich een stoomcocomotievenmuseum bevindt. Bij meer dan 5 rijtuigen werden de personentreinen daar tussen de stations Neuenmarkt-Wirsberg en Marktschorgast in de regel opgedrukt (geduwd) door een andere loc, eerst een zware tenderloc, later ook een dieselloc.
Door de z.g. oververhitterregelaar, waren de loks gevoeliger geworden voor het z.g "wasserüberreissen", wat inhoudt dat er bij een te snel geopende regelaar waternevel werd meegetrokken door de (te) snelle stroming van ontwijkende stoom naar/in de oververhitter. De ketels waren zeer hoog belastbaar 90kg/m2/h stoom tot zelfs 100kg/m2/h. De ketels waren gebouwd voor 18 bar overdruk maar werden op 16 bar gehouden om de onderhoudskosten lager te houden. Door het kleine vuurrooster kon de ketel echter moeizamer het vermogen opbrengen, waarvoor bovendien speciaal geselecteerde "hochleistungskohle" en een goed personeelsteam de ketels hun 2330pki konden laten produceren. Het ketelvermogen werd dus eigenlijk ingeperkt door een te klein vuurrooster, wat bewust was gekozen om de vaak lang bedrijfspauzes goedkoper te houden ivm de brandstofprijzen. Alles samengevat voldeden de loks op deze wijze waarvoor ze waren omgebouwd. Bij een eventuele behoefte aan meer vermogen, waren de loks voorbereid op oliestook, zoals hun zusterloks, de 01.10en, die daadwerkelijk om die reden in 34 eenheden werden omgebouwd

### Ombouw voor de Deutsche Reichbahn
Ook bij de Deutsche Reichbahn in de DDR werd een aantal locs ingrijpend verbouwd en ingedeeld in de serie DR Baureihe 01.5. Deze verbouwing was veel ingrijpender dan bij de verbouwing door de DB, in de DDR sprak men dan ook van Rekonstruktionslokomotive of afgekort Rekolok.

### Nummers
De volgende locomotieven zijn bewaard gebleven:
| Lijst van de 01 |                  |                       |                           |                   |                                                  |
| Nummer DRG      | Eigenaar na 1945 | Nummer na 1968 / 1970 | Huidige eigenaar          | Standplaats       | Opmerkingen                                      |
| 01 005          | DB               | 001 005               | VM Dresden                |                   |                                                  |
| 01 008          | DB               | 001 008               | EM Bochum-Dahlhausen      |                   |                                                  |
| 01 066          | DR               | 001 066               | EM Nördlingen             |                   |                                                  |
| 01 111          | DB               | 001 111               | DDM Neuenmarkt            |                   |                                                  |
| 01 118          | DR               | 001 118               | Viessmann Battenberg/Eder | Battenberg/Eder   | Op 4 augustus 2019 in privéverzameling opgenomen |
| 01 137          | DB               | 001 137               | EM Dresden-Altstadt       |                   |                                                  |
| 01 150          | DB               | 001 150               | VM Nürnberg               |                   |                                                  |
| 01 164          | DB               | 001 164               | privé                     |                   |                                                  |
| 01 173          | DB               | 001 173               | UE                        |                   |                                                  |
| 01 180          | DB               | 001 180               | privé                     |                   |                                                  |
| 01 202          | DB               | 001 202               | Verein Pacific            | Lyss, Zwitserland | Sinds januari 2014 ook inzetbaar in Duitsland.   |
| 01 204          | DB               | 001 204               | privé                     |                   |                                                  |
| 01 220          | DB               | 001 220               | DB                        |                   | Standbeeld in Treuchtlingen                      |

## Foto's

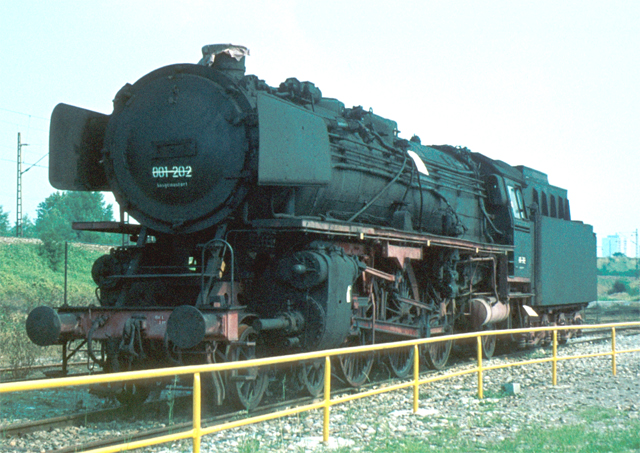
Locomotief 01 202, ex Deutsche Bundesbahn
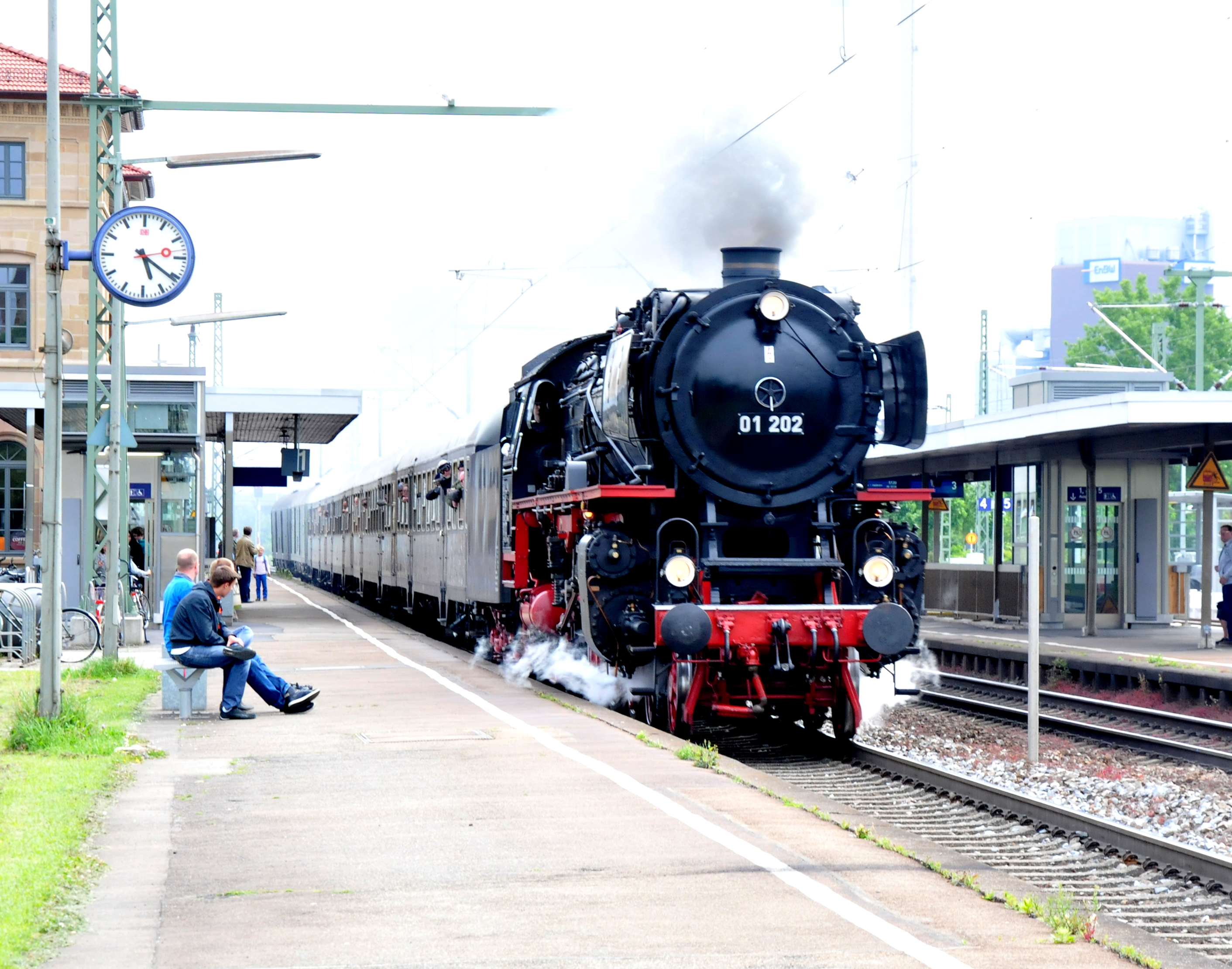
Verein Pacific locomotief 01 202 met Postzug te Neckarsulm.
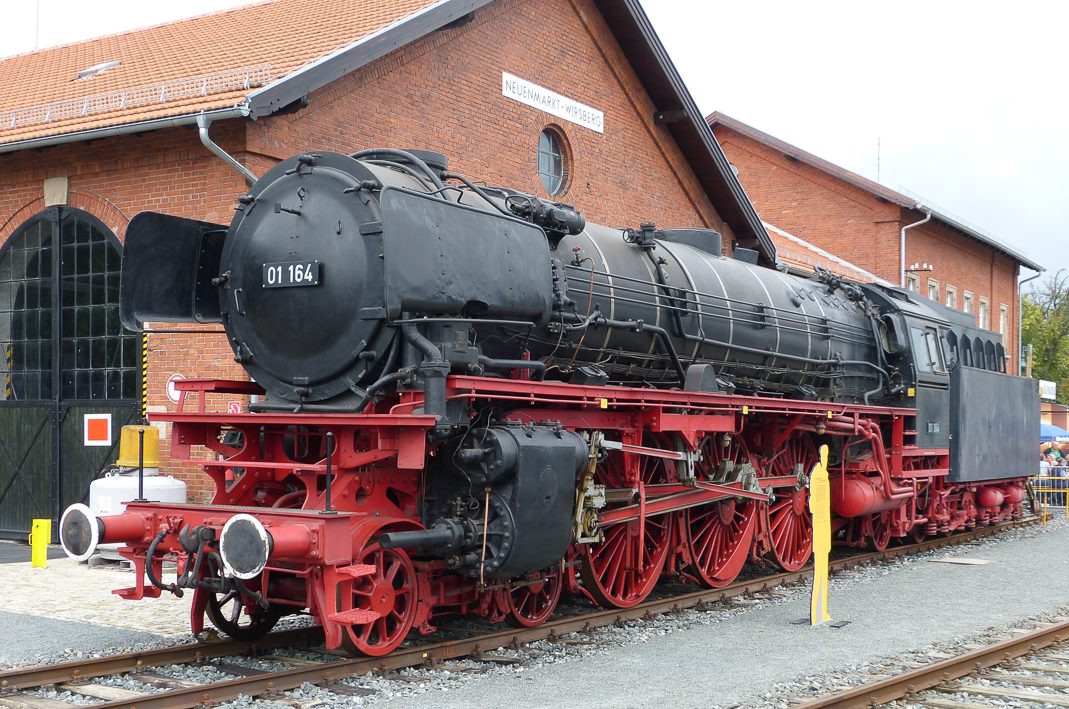
01 164
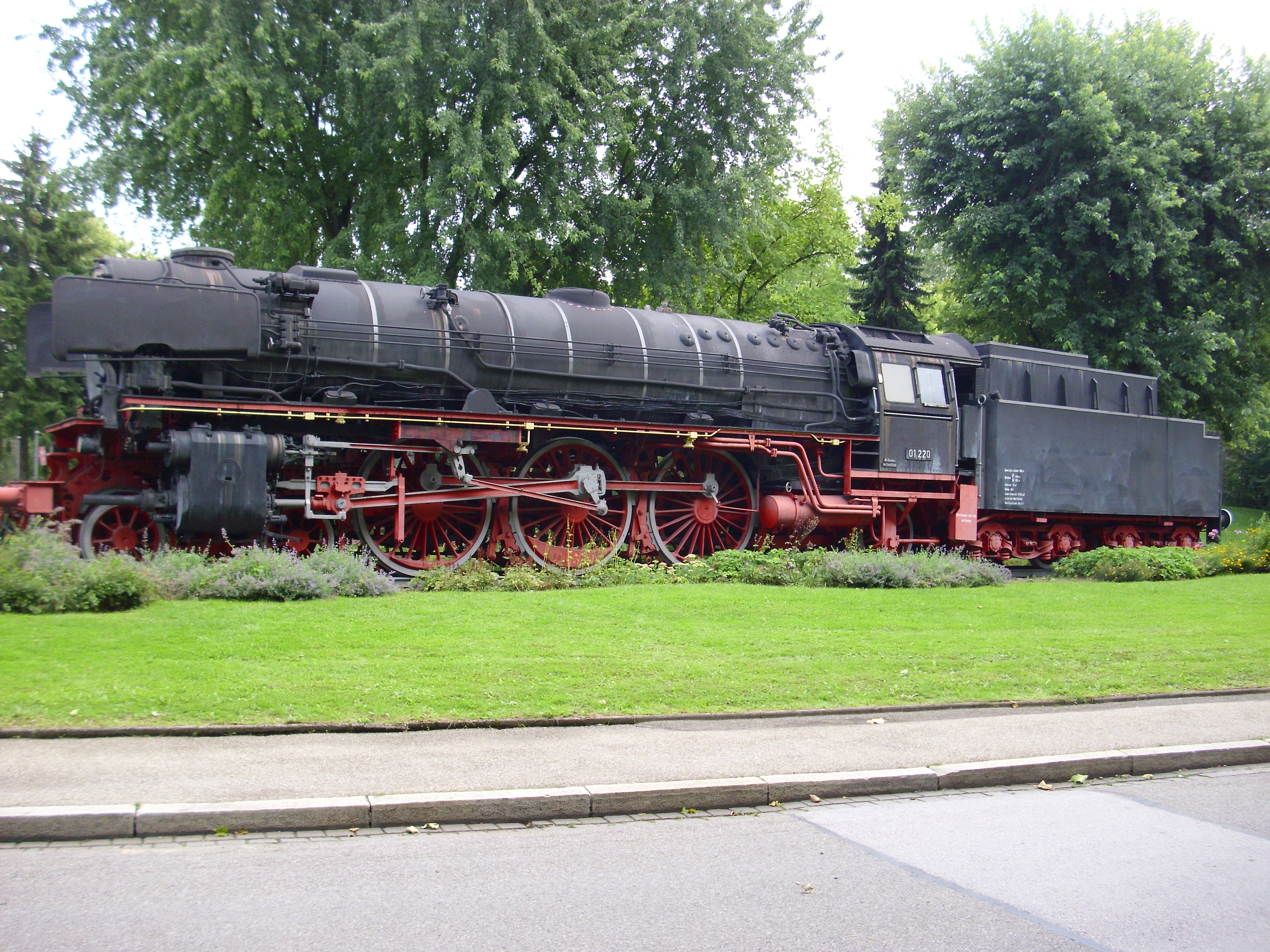
01 220